# Иосиф (Неелов)
Иосиф Неелов — старец; настоятель Свенского Успенского монастыря Русской православной церкви.
О его мирской жизни Неелова сведений не сохранилось. Он был пострижен в монашество с именем Иосиф в Свенском Успенском монастыре в городе Брянске в 1558 году. 
Судя по характеру вклада, внесенного им в монастырь при пострижении и состоявшего из коней, войсковой упряжи и оружия, Неелов был до поступления в монастырь военным. По его челобитью, русский царь Иван Васильевич Грозный пожаловал в 1583 году в монастырь колокол и большой денежный вклад. Человек, очевидно, состоятельный, он на свои средства возобновил существовавшую уже ранее в монастыре больницу. 
Около 1587 года Иосиф Неелов сделался настоятелем Свенского Успенского монастыря; скончался в 1594 (или 1595) году.